# 융커스 Ju 88

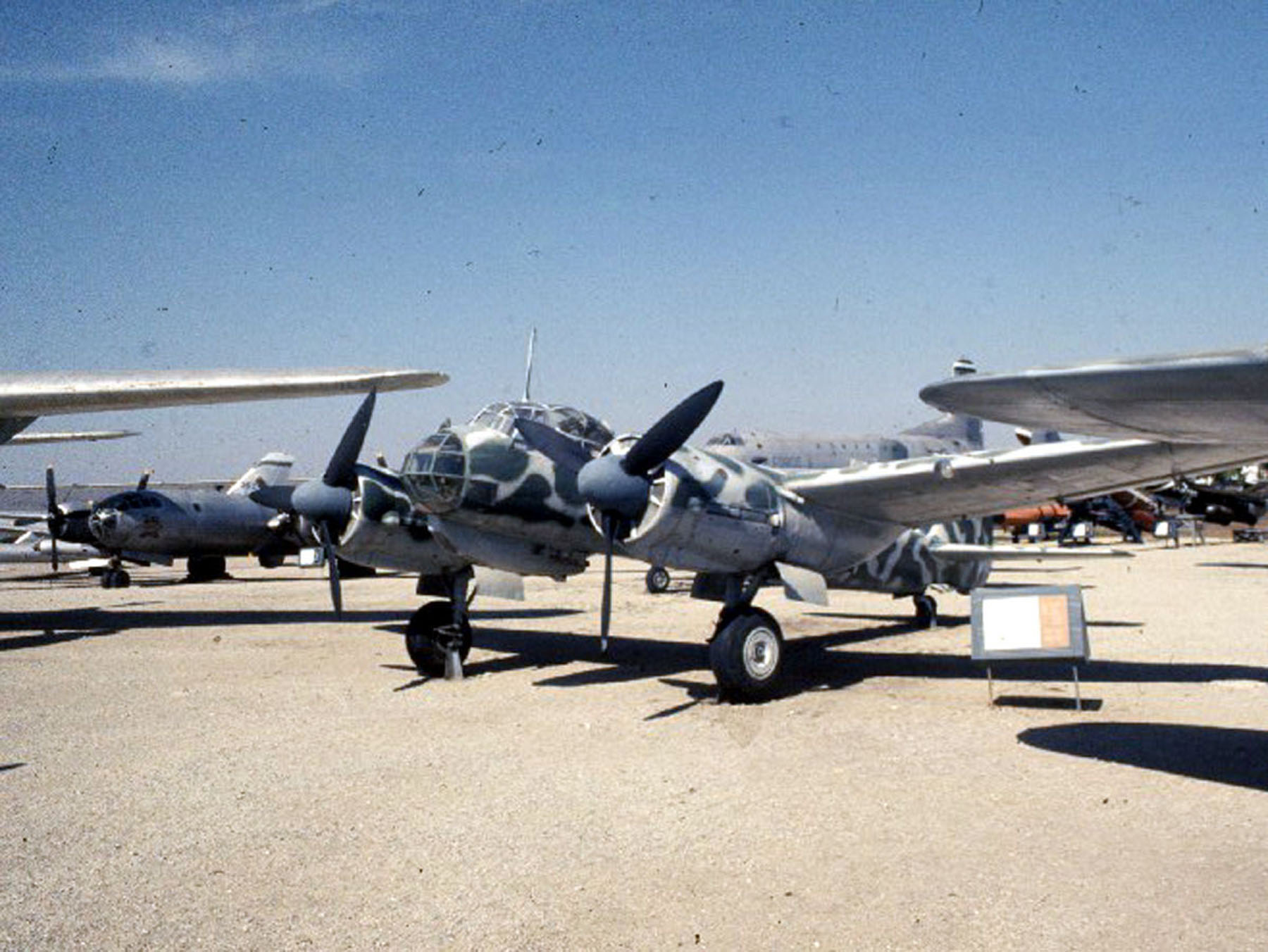
Ju 88(뒤에 B-29도 보인다)

융커스 Ju 88(Junkers Ju 88)은 제2차 세계 대전 당시의 나치 독일의 중 폭격기이다. 주로 영국 본토 항공전에 투입됐었다.

## 같이 보기
- 융커스 Ju 188
- 드 하빌랜드 모스키토
- 투폴레프 Tu-2